# Quintus Aiacius Modestus Crescentianus
Quintus Aiacius Modestus Crescentianus war ein römischer Politiker und Senator Anfang des 3. Jahrhunderts n. Chr.
Vielleicht stammte Modestus aus Norditalien oder Africa. Seine Laufbahn ist nur schwer zu rekonstruieren. Entweder zwischen etwa 198 und 200 oder zwischen 202/203 und 204 war Modestus Legat der Provinz Arabia. Während seiner Statthalterschaft wurde er zum Konsul designiert; sein Suffektkonsulat muss demnach zwischen 198 und 205 gelegen haben. Vor und nach Mitte des Jahres 209 war Modestus Legat der Provinz Germania superior. Im Jahr 228 bekleidete er sein zweites Konsulat. Wohl in der Regierungszeit des Severus Alexander war Modestus Prokonsul der Provinz Asia.
Im Jahr 204 gehörte er zum Priesterkollegium der Quindecimviri sacris faciundis und war an der Organisation der Säkularspiele beteiligt. Seine Ehefrau Danacia Quartilla Aureliana und seine Söhne Quintus Aiacius Censorinus Celsinus Arabianus und Lucius Aiacius Modestus Aurelianus Priscus Agricola Salvianus begleiteten ihn nach Arabien.